# لانگلیت
لانگلیت (به انگلیسی: Longleat) یک خانه باشکوه انگلیسی و مقر مارکوئس آو بث است. نمونه اصلی و اولیه خانه دوره الیزابتی، این خانه در مجاورت روستای هورنینگشم و در نزدیکی شهرهای وارمینستر و وستبوری، ویلتشر و فروم قرار دارد.
خانه شامل پارکی است که توسط کاپیلیتی براون محوطه سازی شده‌است، با ۴۰۰۰ هکتار زمین کشاورزی تحت اجاره و ۴۰۰۰ هکتار زمین جنگلی، که شامل دهکده تعطیلات است. این اولین خانه باشکوهی بود که به روی عموم باز شد، و املاک لانگلیت دارای اولین پارک سافاری در خارج از آفریقا و جاذبه‌های دیگر از جمله هزارتوی گیاهی است.

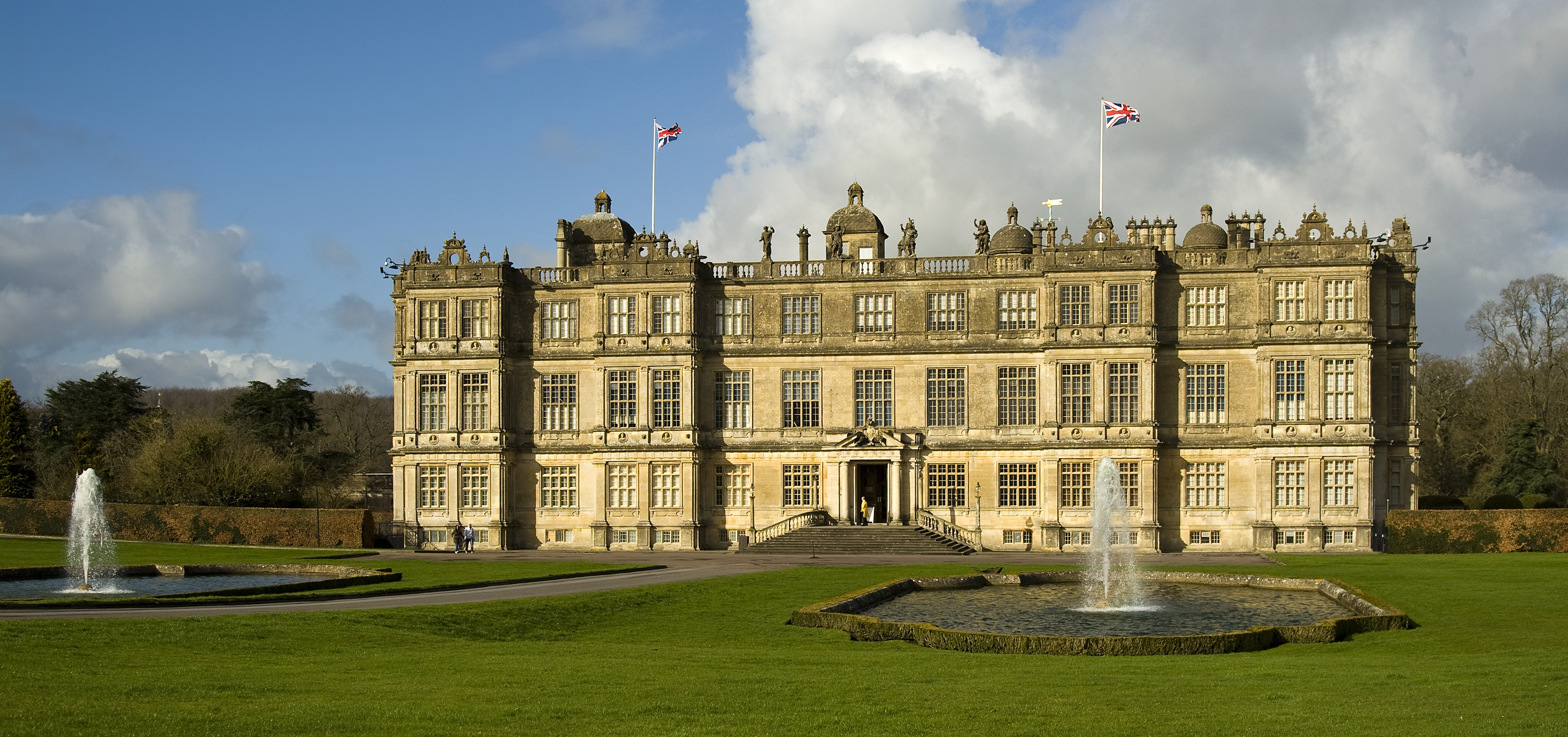
لانگلیت در سال ۲۰۱۲